# Burów
Burów is een plaats in het Poolse district Krakowski, woiwodschap Klein-Polen. De plaats maakt deel uit van de gemeente Zabierzów en telt 370 inwoners.